# Annunciazione Martelli

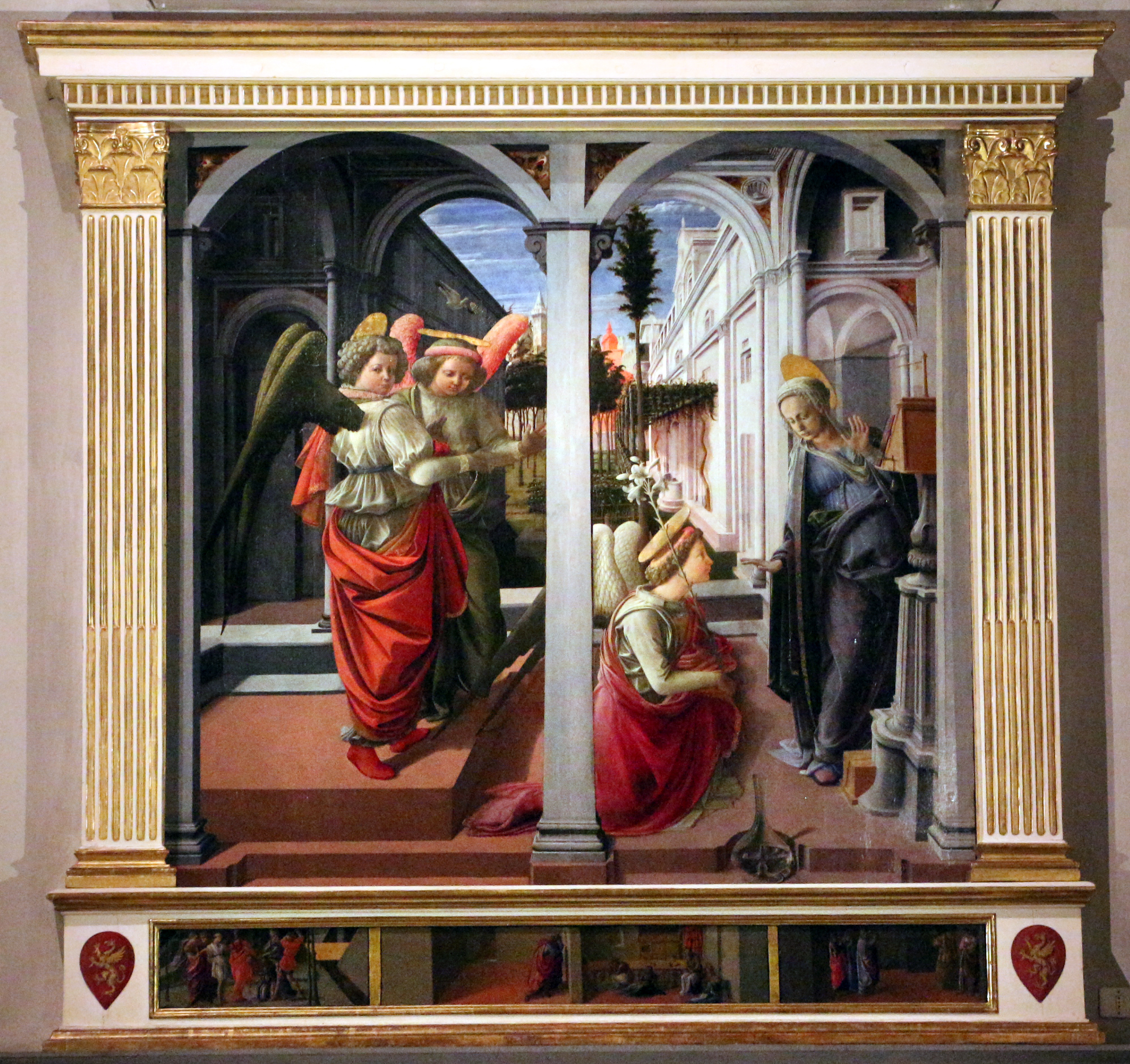
Aspetto dalla tavola con la predella

L'Annunciazione Martelli è un'opera, tempera su tavola (175x183 con predella di cm 18x188) di Filippo Lippi, databile al 1440 circa e conservata nella cappella Martelli nel transetto sinistro della basilica di San Lorenzo a Firenze.

## Storia
Non si conoscono le vicende della commissione del dipinto, ma la collocazione dovrebbe essere quella originale, in quella che all'epoca era detta cappella "degli Operai". La pala viene datata al 1440 su base stilistica e secondo alcuni indizi, come la presenza delle Storie di san Nicola nella predella, che farebbe pensare a una commissione da parte di Niccolò Martelli, ricco cittadino che fu tra i finanziatori della ricostruzione basilicale di San Lorenzo all'epoca dei Medici. Forse la pala venne commissionata dai suoi figli, in sua memoria.

## Descrizione e stile
L'opera ha un ruolo importante nella storie delle pale d'altare poiché è considerata la prima opera sicuramente conosciuta in cui si rinunciava a qualsiasi elemento gotico quale cuspidi e pinnacoli in favore di un rigoroso schema geometrico quadrangolare, che ben si armonizzava con l'architettura brunelleschiana della chiesa.
La pala è divisa in due parti, come un dittico, con l'unificazione rappresentata dalla prospettiva centrale che mostra, in una complessa scenografia architettonica, alcuni edifici sullo sfondo di una loggetta aperta. Vari spunti rimandano alla pittura fiamminga, verso la quale Lippi dimostrò un certo interesse a partire dal soggiorno padovano, come l'uso della luce che crea vari effetti di "lustro" a seconda della superficie, come la virtuosistica ampolla vitrea in primo piano, allusione allo Spirito Santo.
A sinistra si trova un gruppo di angeli sopra un gradino, mentre a destra si svolge la scena dell'Annunciazione, con la posa dell'Angelo e della Vergine ispirata all'Annunciazione Cavalcanti di Donatello (1435 circa). La Vergine è infatti colta inizialmente dalla ritrosia e lo spavento per la miracolosa apparizione. L'Angelo è inginocchiato, con in mano il tradizione giglio bianco, simbolo della purezza di Maria.

## Predella
Le tre scene della predella sono caratterizzate da una notevole capacità nel narrare gli avvenimenti e richiamano la predella della pala Barbadori, del 1437-1438. La maggior parte della critica sostiene che collaborò alla pittura di queste scene Giovanni di Francesco, attivo nella bottega del Lippi nel biennio 1440-1441.